# Shuffle Along
Shuffle Along est une comédie musicale américaine jouée pour la première fois à Broadway le 23 mai 1921, avec un livret de Aubrey Lyles (en) et F. E. Miller (en), une musique de Eubie Blake et des lyrics de Noble Sissle. Entièrement jouée par des acteurs noirs, elle fut jouée durant 504 représentations à Broadway et rencontra un succès important. I'm Just Wild About Harry est le numéro le plus célèbre de la pièce.